# فيليب سانت جورج كوك
فيليب سانت جورج كوك (بالإنجليزية: Philip St. George Cocke)‏ هو عسكري أمريكي، ولد في 17 أبريل 1809 في مقاطعة فلوفانان في الولايات المتحدة، وتوفي في 26 ديسمبر 1861 في مقاطعة باوهاتن في الولايات المتحدة.